# علي حسن المجيد
علي حسن المجيد، ويُعرف بلقب «علي كيمياوي» (1944– 25 كانون الثاني/يناير 2010)، ابن عم الرئيس العراقي الراحل صدام حسين وأحد قياديي حزب البعث ووزير الدفاع العراقي في منتصف تسعينات القرن العشرين، ولقبه خصومه بعلي كيمياوي كناية عن استعماله الأسلحة الكيماوية.

## حياته قبل حكم حزب البعث
كان ضابطاً في الجيش العراقي، وبعد تولي حزب البعث السلطة تدرج بالمناصب حتى وصل إلى رتبة فريق أول ركن، وهو حاصلٌ على شهادة الماجستير في العلوم العسكرية من كلية الدفاع الوطني بجامعة البكر للدراسات العسكرية العليا وكانت رسالته بعنوان «التاريخ النضالي لحزب البعث العربي الاشتراكي»، بإشراف عزة الدوري، ونشرتها دار الرشيد للنشر بغداد / 1980.

## عمليات الأنفال
لقب بـ (علي الكيماوي) لدوره في قيادة عمليات الأنفال في السنوات ما بين 1986 – 1989 وبعد انتهاء حرب الخليج الأولى. وتمثلت الحملة بهجومات أرضية وجوية وتهجير السكان إضافة إلى إتهامه بالوقوف وراء الهجوم بالأسلحة الكيميائية على قرى اقليم كردستان في شمال العراق وفي قرية حلبجة خاصة وتمخضت الحملة بضحايا يقدرون بالآلاف من الأكراد الذين لم ينج منهم الا القليل رغم ان النظام العراقي وبعض المنظمات الدولية إتهمت إيران بتدبير ذلك الهجوم.

## حرب الخليج الثانية وما تلاها
بعد غزو العراق للكويت في 2 آب/أغسطس 1990 قلد منصب القائد العسكري على الكويت. وبعد انسحاب العراق من الكويت في 26 شباط/فبراير 1991 اندلعت ثورة في جنوب العراق ضد النظام فقام بإدارة عملية قمعها.

## مشاكل أسرية
لعل من أكثر المواقف إحراجاً له هو ما قام به إبناء أخيه حسين وصدام كامل حسن زوجي بنات الرئيس صدام حسين رغد ورنا عام 1995 بالخروج من العراق إلى الأردن مع زوجتيهما وإعلان حسين كامل انشقاقه عن نظام الحكم ومعارضته لحكم صدام حسين، وقام بعقد مؤتمرات صحفية أضرت بالرئيس صدام حسين بشكل خاص، وعندما أُبلغ كل من حسين وصدام كامل بعفو صدام حسين عنهما ووعدهما بعدم قتلهما أو الاعتداء عليهما من قبل عائلاتهم [بحاجة لمصدر] وإن باستطاعتهما العودة إلى العراق قاما بالعودة، وقام صدام حسين بتفويض علي حسن المجيد بقيادة حملة أسمتها الصحف العراقية الصولة الجهادية والتي على إثرها قُتلَ حسين وصدام كامل حسن، كما قُتلَ أخيه كامل المجيد بعد معركة قُتل فيها جنديان من جنوده وأصيب آخر.

## غزو بغداد
قبل الغزو الأمريكي للعراق كلفه الرئيس صدام حسين بقيادة المنطقة الجنوبية التي تضم محافظات البصرة والناصرية والعمارة وواسط والتي شهدت قتالا عنيفاً للقوات العراقية في مواجهة القوات الأمريكية في معارك البصرة وأم قصر والناصرية. وإبّان المعارك التي سبقت سقوط بغداد شاع أنه مات إثر قصف جوي على منزله في البصرة مع حارسه الشخصي، إلا أن الخبر كان عارياً عن الصحة. وبعد إتمام الغزو الأمريكي اعتبر من بين أهم المطلوبين في قائمة المطلوبين الأمريكية المتمثلة بورق اللعب. وفي 21 آب/أغسطس 2003 أُلقي القبض عليه في مدينة سامراء.

## محاكمته

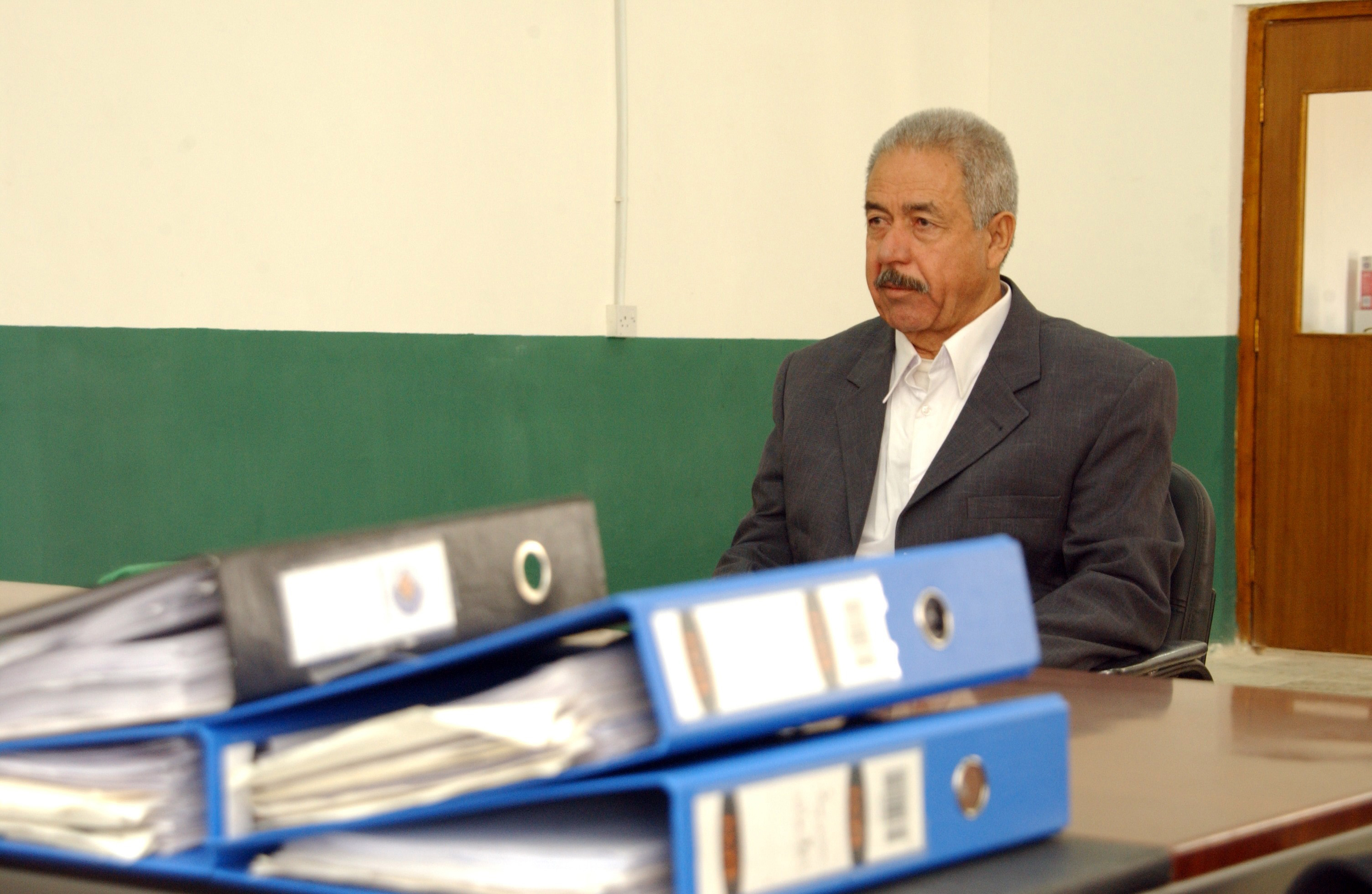
علي حسن المجيد خلال جلسة التحقيق

تمت محاكمته من قبل المحكمة الجنائية العراقية الخاصة التي وجهت إليه اتهامات بجرائم آنفة الذكر مثل الأنفال، وقد حكم عليه بالإعدام شنقًا وذلك في الحكم الصادر بتاريخ 24 حزيران/يونيو 2007 بعد أن أُدين بتهمة الإبادة الجماعية بحق الأكراد في الثمانينيات. وفي يوم الجمعة 29 فبراير 2008 صادق مجلس الرئاسة العراقي على حكم الإعدام. وكانت هيئة التمييز التابعة للمحكمة الجنائية العراقية العليا قد صادقت في أيلول/سبتمبر 2007 على حكم الإعدام. وقد تأخر تنفيذ الأحكام بسبب تأخير مجلس الرئاسة على المصادقة عليها بعد إبداء رئيس الجمهورية جلال طالباني ونائبه طارق الهاشمي رفضهما المصادقة على الحكم بحق سلطان هاشم أحمد وزير الدفاع الأسبق. كما حُوكم بتهمة القتل العمد وتنفيذ جرائم إبادة في قضية الأحداث التي أعقبت اغتيال المرجع الشيعي محمد محمد صادق الصدر عام 1999 والتي عُرفت باسم انتفاضة 1999 وتخللها عمليات قتل وإعدام وقمع وملاحقة وتهجير وخاصةً في أحداث جامع المحسن وحكمت المحكمة الجنائية العراقية في 2 مارس 2009 بالإعدام شنقاً حتى الموت بحقه في هذه القضية.

## الإعدام
نُفِّذ حكم الإعدام بحقه في 25 كانون الثاني/يناير 2010 ، بعد الحكم عليه كمجرم حرب. دُفن في قرية العوجة مسقط الرئيس العراقي الراحل صدام حسين في تكريت.

## وصلات خارجية
- علي حسن المجيد على موقع الموسوعة البريطانية (الإنجليزية)
- علي حسن المجيد على موقع ميوزك برينز (الإنجليزية)
- علي حسن المجيد على موقع إن إن دي بي (الإنجليزية)
- من هو علي حسن المجيد تقرير للبي بي سي بالعربية.